# Heike Allgayer
Heike Allgayer (* 12. Juni 1969 in Lindenberg im Allgäu) ist eine deutsche Medizinerin, Molekularbiologin und Hochschullehrerin, die vor allem zur Metastasierung von Tumoren forscht.

## Werdegang
Nach dem Abitur am Gymnasium Lindenberg studierte Allgayer von 1988 bis 1995 Medizin an der Ludwig-Maximilians-Universität München (LMU) in München, wo sie auch 1996 mit einer Dissertation im Bereich Translationale Forschung zur Dr. med. promovierte.
Von 1997 bis 1999 arbeitete sie als Postdoctoral fellow am MD Anderson Cancer Center der amerikanischen University of Texas in Houston. Während dieser Zeit schloss sie auch ein Studium der Molekularbiologie mit der Promotion zur Doctor of Philosophy ab. Zurück in Deutschland arbeitete sie von 1999 bis 2004 wieder an der LMU, wo sie sich 2001 in Experimenteller Chirurgie habilitierte und 2004 die Facharztprüfung für Chirurgie ablegte. Außerdem erwarb sie 2003 zusätzlich ein Diplom als Gesundheitsökonomin im Fernstudium am privaten Betriebswirtschaftlichen Institut Professor Braunschweig, Chur.
2004 bekam sie einen Ruf auf eine ordentliche Professur an der Medizinischen Fakultät Mannheim, eine der beiden unabhängigen Medizinfakultäten der Universität Heidelberg. Bis 2015 leitete sie die Abteilung für Experimentelle Chirurgie und die Abteilung Molekulare Onkologie solider Tumore des Deutschen Krebsforschungszentrums (DKFZ) Heidelberg. Seit 2015 ist sie Direktorin des Lehrstuhls für Experimentelle Chirurgie – Tumormetastasierung im Zentrum für Biomedizin und Medizintechnik Mannheim (CBTM) der Medizinischen Fakultät Mannheim. Im Zeitraum von 2018 bis 2020 war sie außerdem stellvertretende Direktorin des CBTM.
Allgayer ist alleinerziehende Mutter einer Tochter.

## Forschung
Allgayer beschäftigt sich mit der Erforschung der Metastasierung von Tumoren und der Aufklärung der beteiligten wesentlichen Schlüsselmechanismen. Ihr besonderes Interesse gilt dabei der Rolle von microRNA sowie tumor-assoziierten Proteasen in ihrer Eigenschaft als molekulare Regulatoren des Metastasierungsprozesses. Einer ihrer weiteren Schwerpunkte ist die Translationale Forschung. Diese wird beispielsweise eingesetzt, um die Eignung zuvor definierter Schlüsselmoleküle der Metastasierung als Biomarker zu bestimmen. Diese könnten im Rahmen einer präziseren interdisziplinären Diagnostik zu einer Vorhersage der individuellen Risikowahrscheinlichkeit eines einzelnen Patienten für die Entwicklung von Metastasen, über den zu erwartenden Krankheitsverlaufs oder die Wahrscheinlichkeit für das Ansprechen auf bestimmte neue Therapieformen beitragen (“Molekulares Tumorstaging”).

## Mitgliedschaften
- Heike Allgayer ist Mitglied im Netzwerk Wissenschaftsfreiheit.[8]

## Auszeichnungen (Auswahl)
Ihren ersten Preis erhielt Allgayer bereits im Alter von 17 Jahren, danach folgten noch mehr als 20 weitere Auszeichnungen, darunter insbesondere der mit 1 Million Euro dotierte Förderpreis der Alfried Krupp von Bohlen und Halbach-Stiftung für ihre Arbeit über die Bedeutung biologischer Faktoren als wichtige Bestimmungsgrößen für den Verlauf und die Prognostizierbarkeit einer Krebserkrankung.
- 1986 1. Preis der Deutschen Chemischen Industrie für die Förderung des wissenschaftlichen Nachwuchses
- 1997 Forschungsstipendium der Dr. Mildred Scheel Stiftung (Deutsche Krebshilfe), für ihren Postdoc-Aufenthalt am MD Anderson Cancer Center, Houston
- 1999 Rhone-Poulenc-Rorer-Preis für Nachwuchswissenschaftler der Amerikanischen Gesellschaft für Krebsforschung (AACR), Philadelphia, USA
- 1999 Langenbeck-Forschungspreis des Deutschen Kollegiums der Chirurgen
- 1999 1. Preis, Wolfgang Wilmanns Forschungsstiftung für innovative Konzepte der translationalen Krebsforschung
- 2000 1. Preis der DPC-Biermann-Akademie für Biomedizinische Wissenschaften
- 2001 Ferdinand-Sauerbruch-Forschungspreis der Berliner Chirurgenkammer[10]
- 2002 Johann-Nepomuk-von-Nussbaum-Forschungspreis der Bayerischen Akademie der Chirurgen
- 2002 Forschungspreis der Drs. Graute- und Graute-Oppermann-Stiftung, Essen
- 2003 Johann-Georg-Zimmermann-Preis für außerordentliche Verdienste in der Krebsforschung, Universität Hannover[11]
- 2004 Forschungspreis der Ingrid-zu-Solms-Stiftung für hervorragende Leistungen von Frauen in der Wissenschaft, Frankfurt, Deutschland
- 2005 Young Cancer Researcher Award Lecture der EACR (European Association of Cancer Research)
- 2005 Förderpreis der Alfried Krupp von Bohlen- und Halbach-Stiftung
- 2006 Hella-Bühler-Preis, Universität Heidelberg, Deutschland[12]
- 2007 European Association for Cancer Research (EACR) First Annual Distinguished Lecture, Nottingham, UK
- 2008 Walter-Schulz-Preis, München, Deutschland[13]
- 2013 Jährliche Lilly Onkologie-Vorlesung, Dresden 2013
- 2014/15 Inoviem Scientific Excellence Award, Inoviem Scientific, Straßburg[14]
- 2020/21 Otto Herz Memorial Lecture in Cancer Research an der Universität Tel Aviv, Israel